# Edem Kodjo
Pour les articles homonymes, voir Kodjo (homonymie).
Édouard Kodjovi Kodjo dit Edem Kodjo, né  le 23 mai 1938 à Sokodé (Togo français) et mort le 11 avril 2020 à Neuilly-sur-Seine (France), est une personnalité politique togolaise. 
Secrétaire général de l'Organisation de l'unité africaine (OUA) de 1978 à 1983,, il fut Premier ministre du Togo à deux reprises, du 23 avril 1994 au 20 août 1996, puis du 9 juin 2005 au 20 septembre 2006

## Biographie
Édem Kodjo est né le 23 mai 1938 à Sokodé. Après son baccalauréat au collège St Joseph de Lomé, il fait des études supérieures à la faculté de droit et de sciences économiques à l'université de Rennes où il est consacré meilleur étudiant et meilleur camarade de la faculté en 1961 (Lauréat du Prix Octave Macé). Il entre ensuite à l'École nationale d'administration de Paris en 1962 et en sortit deux ans plus tard (Promotion Blaise Pascal, 1964). À son arrivée à l'université, il adhère à la Fédération des Etudiants d'Afrique Noire en France (FEANF) une fédération qui était un passage obligé pour la majorité des étudiants africains. C'est à cette même période qu'il fit la connaissance d'Henri Lopès, ancien premier ministre et ambassadeur du Congo qui lui militait dans la branche parisienne de l'association. 
C’est en 1964 qu’Edem Kodjo a obtenu son premier poste, en tant qu’administrateur au département des finances, à l’Office de Radiodiffusion et Télévision Française (ORTF) et y évolua jusqu'en 1967. Il rentre au Togo en 1967 et est nommé secrétaire général du ministère de l’Économie et des Finances. Il a été secrétaire général du Rassemblement du peuple togolais (RPT), alors parti unique, de 1969 à 1971. 
Sociétaire de l’Étoile filante, un des célèbres clubs de la capitale togolaise dans les années 1950, dans sa jeunesse, Edem Kodjo deviendra plus tard, le tout premier secrétaire général du Comité national olympique togolais (CNOT). De même, il fut le concepteur et le tout premier directeur de la Société nationale d’Investissement (SNI) et Fonds Annexes, puis ministre des Finances et de l’Économie. Dans la même période, il est administrateur de la Banque Centrale des États de l’Afrique de l’Ouest (BCEAO) et président du conseil d’administration de la même banque. Panafricaniste convaincu, il œuvra à l'africanisation de la BCEAO, en sa qualité de président du conseil des ministres de l'UMOA, Président du Conseil d'administration, en signant en 1976 l'acte de transfert du siège de la BCEAO de Paris à Dakar. Auparavant, c'est lui qui présida, le 15 décembre 1974, la réunion du conseil d'administration qui nomma Abdoulaye Fadiga, gouverneur ; un tournant dans l'histoire de cette institution. Enfin, la mise en circulation d'un billet de 10.000 FCFA, le 1er octobre 1976, à l'effigie de sa compatriote, la regrettée Bella Bellow, le premier du genre dans l'histoire du franc CFA. Sa signature et celle du gouverneur étaient apposées sur les billets ayant cours dans les sept pays de l’Union monétaire ouest-africaine. 
Il a été gouverneur suppléant puis gouverneur du Fonds Monétaire International (FMI) de 1967 à 1973, gouverneur de la Banque Africaine de Développement (BAD), de 1973 à 1976. Nommé ministre des Affaires étrangères, il présida le Conseil des ministres de l'Organisation de l'Unité Africaine, aujourd'hui UA, et le Comité des dix de la même organisation pour la libération des pays encore colonisés et pays dits de la Ligne de front. Il est élu secrétaire général de l'OUA de 1978 à 1983. À la tête de cette organisation continentale, il fit face à la crise du Sahara occidental, et fut à l'origine du Plan de Lagos et de la Charte africaine des droits de l'homme et des peuples adopté en 1981.
Démocrate convaincu, il s'oppose à l'autoritarisme croissant au sein de parti unique, le RPT, vers la fin des années 1970. Pour contrer son prestige, le général Eyadema, s'oppose à son action à la tête de l'Organisation de l'unité africaine. Au terme de son mandat à la tête de l'OUA, Edem Kodjo s'exile en France. A son départ de l'OUA, il deviendra professeur associé en DESS d’économie de développement et en DEA d’études africaines à l’Université Panthéon-Sorbonne, pendant une dizaine d’années.
Membre de plusieurs sociétés savantes, il est le président fondateur de l'Institut panafricain de relations internationales puis président de la revue Afrique 2000. Membre du Club de Rome de 1980 à 1990, il dirige de nombreuses études sur les relations internationales, l'économie et le développement.
En 2009, Édem Kodjo est nommé envoyé spécial à Madagascar par l'ancien président Abdou Diouf, secrétaire général de l'Organisation internationale de la francophonie, à la suite de la crise malgache. À Addis-Abeba, en juillet 2010, il est fait membre du conseil consultatif pour la paix de l'Union Africaine. Il a été le chef de la mission d'observation de l'Union Africaine pour l'élection présidentielle en Guinée. Il conduisit avec l'ancien président de la République fédérale du Nigeria, Olusegun Obasanjo, une mission de paix au Sénégal avant et pendant l'élection présidentielle.
Il est nommé le 25 mars 2011 ambassadeur itinérant à vie de la CEDEAO, dont il est reconnu membre fondateur par le sommet des chefs d'État à Abuja.
Il enseigne la patrologie à l'Institut St Paul de Lomé.
Au début des années 1990, à la pointe du combat pour l'avènement d'une démocratie multipartite, il crée  l'Union togolaise pour la démocratie (UTD). Candidat unique de l'opposition à l'élection présidentielle de 1993, il boycotte finalement le scrutin. Lors des élections législatives de 1994, l'UTD obtient 7 sièges sur 81 mais Kodjo s'allie avec le RPT, l'ancien parti unique du général Gnassingbé Eyadéma et devient premier ministre. Après son départ de la primature en 1996, il renforce son parti grâce à la fusion avec trois autres partis d'opposition et crée la Convergence patriotique panafricaine (CPP). Le 9 juin 2005, le président Faure Essozimna Gnassingbé l'appelle pour former un gouvernement et rétablir le calme dans le pays à la suite des troubles survenus après la mort de Gnassingbé Eyadema.
Yawovi Agboyibo lui succède le 20 septembre 2006.
En avril 2009, au cours d'une convention nationale de son parti, la Convergence patriotique panafricaine (CPP), à l'âge de 71 ans, Edem Kodjo fait publiquement ses adieux à la politique.
Il crée, en mai 2010, la fondation Pax Africana qui a le triple objectif de travailler à réduire les conflits sur le continent, proposer des solutions pour un développement intégral et authentique de l'Afrique et porter le panafricanisme.

### Mort
Edem Kodjo meurt le 11 avril 2020 à l’hôpital américain de Neuilly-sur-Seine où il était hospitalisé depuis neuf mois à la suite d'un accident vasculaire cérébral.

## Publications
Auteur de nombreuses préfaces d'ouvrages juridiques, économiques et littéraires, Édem Kodjo est lui-même un écrivain de renom:
- Et demain l'Afrique[10], Paris, Stock, 1985 (Grand prix littéraire d'Afrique noire, hors concours).
- L'Occident du déclin au défi, Paris, Stock, 1988.
- Africa Today, Accra, Ghana University Press, 1989.
- Au commencement était le glaive, Paris, Éditions de la Table ronde, 2004.
- Les Pères de l'Église, Lomé, Éditions St Augustin, 2008.
- Lettre ouverte à l'Afrique cinquantenaire, Paris, Gallimard, 2010.

## Distinctions
- 1980 : Doctorat honoris causa de l'université de Bordeaux[11]
- Prix Jugurtha, 2018, Tunisie.
- Prix Turgot de la Francophonie (Club des Économistes), 2016 (pour l'actualité de son Essai: ...Et demain l’Afrique;
- Officier de l'ordre des Arts et des Lettres, France, 2011;
- Grand officier de l'ordre du Mono (2005)[12]
- Commandeur de la Légion d'honneur, France, 2000
- Médaillé de bronze de l'Université Panthéon-Sorbonne, 1994
- Grand Prix littéraire de l'Afrique Noire, ADELF, 1985;
- Docteur Honoris Causa, Université Bordeaux I, 1981;
- Prix Octave Macé de l'Université de Rennes, 1961
- Une vingtaine de distinctions étrangères dont plusieurs "Grand Croix".